# كأس تونس لكرة السلة للرجال 2020–21
كأس تونس لكرة السلة للرجال 2021–22 هو الموسم رقم 63 من كأس تونس لكرة السلة للرجال.

فاز بهذا الموسم الاتحاد الرياضي المنستيري.

## روابط خارجية
- الموقع الرسمي للجامعة التونسية لكرة السلة.